# East Quantoxhead
East Quantoxhead – wieś w Anglii, w hrabstwie Somerset, w dystrykcie (unitary authority) Somerset. Leży 55 km na południowy zachód od miasta Bristol i 220 km na zachód od Londynu. W 2001 miejscowość liczyła 112 mieszkańców.